# La descrizione di un attimo (singolo)
La descrizione di un attimo è una canzone dei Tiromancino, title track e secondo singolo estratto dall'album omonimo del 2000.

## Descrizione
Il brano racconta la travagliata storia di due ex amanti che si rincontrano dopo anni, per scoprire quanto entrambi siano cambiati.

## Video musicale
Il videoclip del brano, diretto da Frankie hi-nrg mc e Riccardo Sinigallia, è impostato come una parodia delle sigle di chiusura dei programmi televisivi degli anni 1970 (di nuovo) Tante scuse e Noi... no!, in cui Sandra Mondaini e Raimondo Vianello, nei panni di due romantici innamorati nonché di Tarzan e Jane, interpretavano una serie di gag. Nel video de La descrizione di un attimo la parte di Vianello è interpretata da Valerio Mastandrea, mentre quella della Mondaini da Paola Cortellesi.
Il video ha vinto nel 2001 il Rockstar Music Award.

## Riconoscimenti
- Il singolo ha vinto il Premio limone d'oro durante il Radionorba Battiti Live a Bisceglie il 10 agosto 2014.

## Tracce
1. La descrizione di un attimo – 4:29

## Classifiche
| Classifica (2005) | Posizione |
| ----------------- | --------- |
| Italia            | 97        |